# 宇田沢川
宇田沢川（うださわがわ）は、新潟県南魚沼市を流れる一級河川である。信濃川水系の支流。

## 地理
新潟県南魚沼市を流れる信濃川の支流。水源は八海山にあり、支流として板之沢川、小名木沢川、大名木沢川、広堀川を持つ。
八海山の八ッ峰の一つ、薬師岳の千本檜小屋付近に端を発した宇田沢川は、初めアラチ沢の名を持ち六日町八海山スキー場や日本大学八海山セミナーハウスなどの所在する台地の間を走り、新潟県道214号城内焼野線と並行しながら流下する。八海山神社の付近では祓川（ハライガワ）と別名を持つ。明川橋付近にて広堀川と合流し、祓川から宇田沢川と名を変える。
宇田沢川に合流する広堀川沿いにはペンション・民宿などが並び、中流域には八ツ峰養魚がある。並行して林道が走るが、上流域で屏風沢と名前の変わる付近で車道は終点となり、以降は登山道となる。車道終点付近には旧南越鉱山の中手原見張所があるが、南越鉱山は1971年に閉山しており敷地内は危険なため立入禁止となっている。
中流域では左岸にトミオカホワイト美術館や八海中学校、右岸には八海醸造本社工場やケンちゃん餃子新潟がある。
下流域では長森原と呼ばれる三国川と共役した扇状地内を流れ、東北電力浦佐線の送電線や水道橋を潜り、魚野川と関越自動車道八海橋付近で合流する。

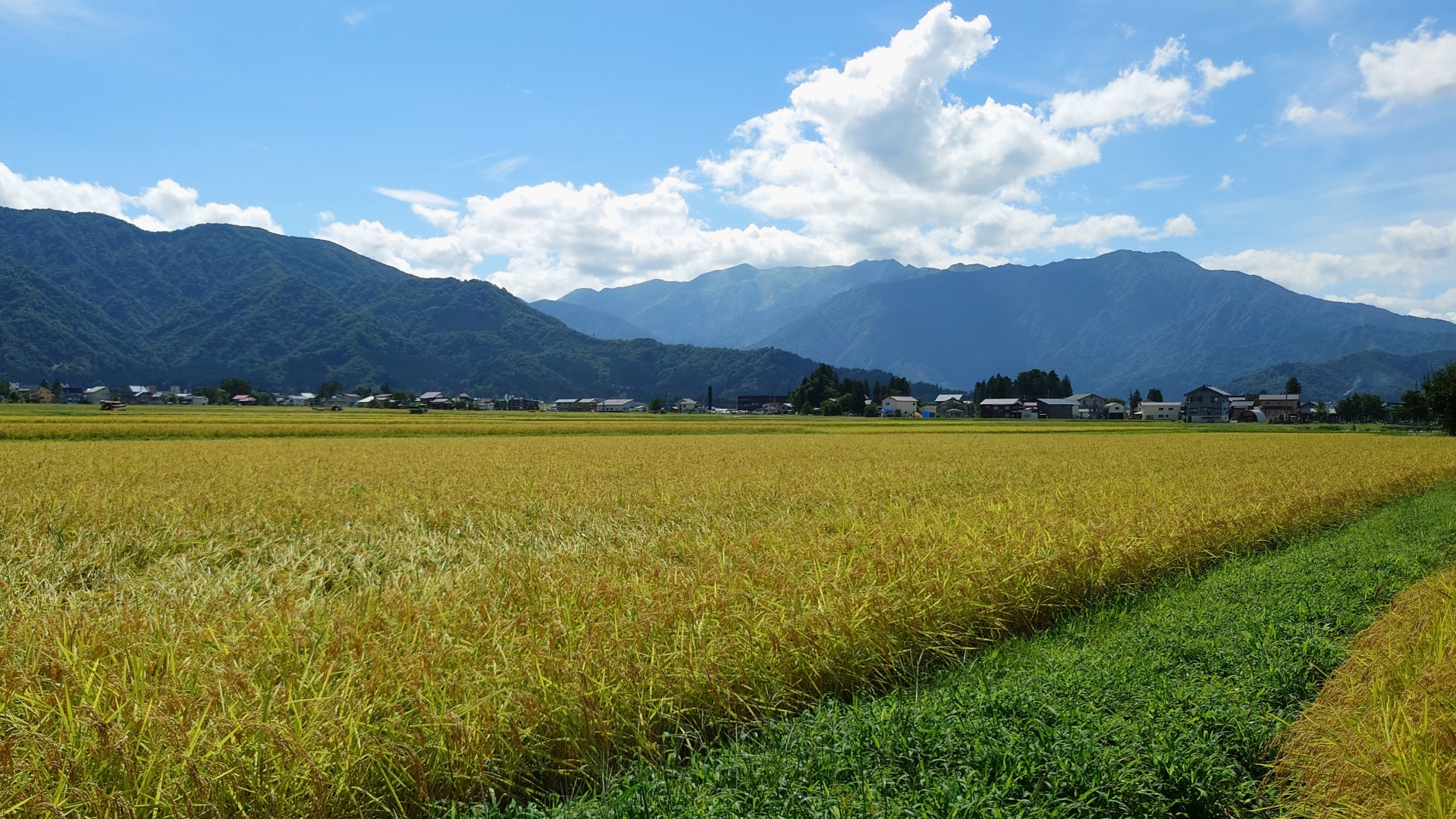
流域左岸の長森原
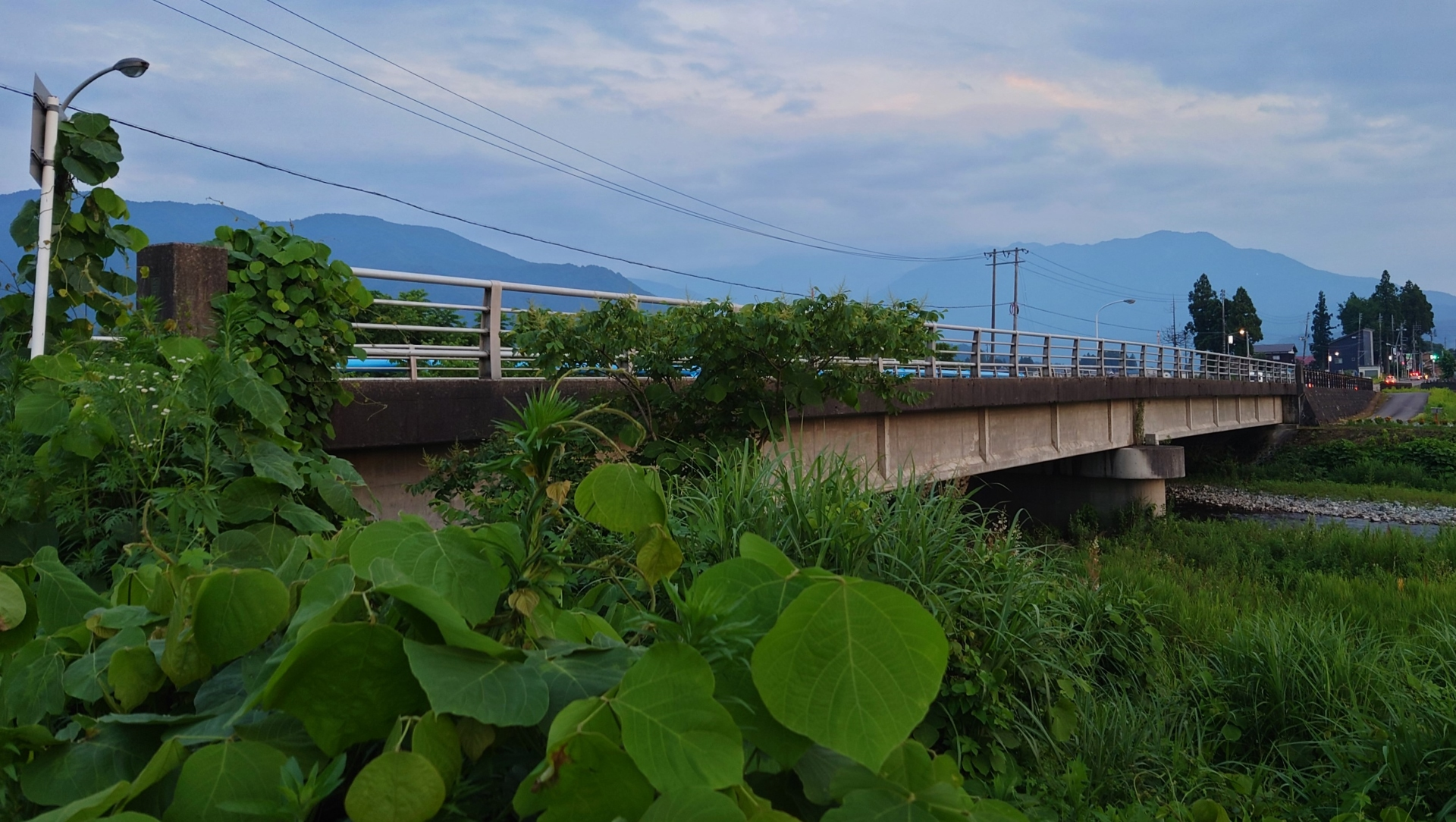
国道291号の宇田沢川橋
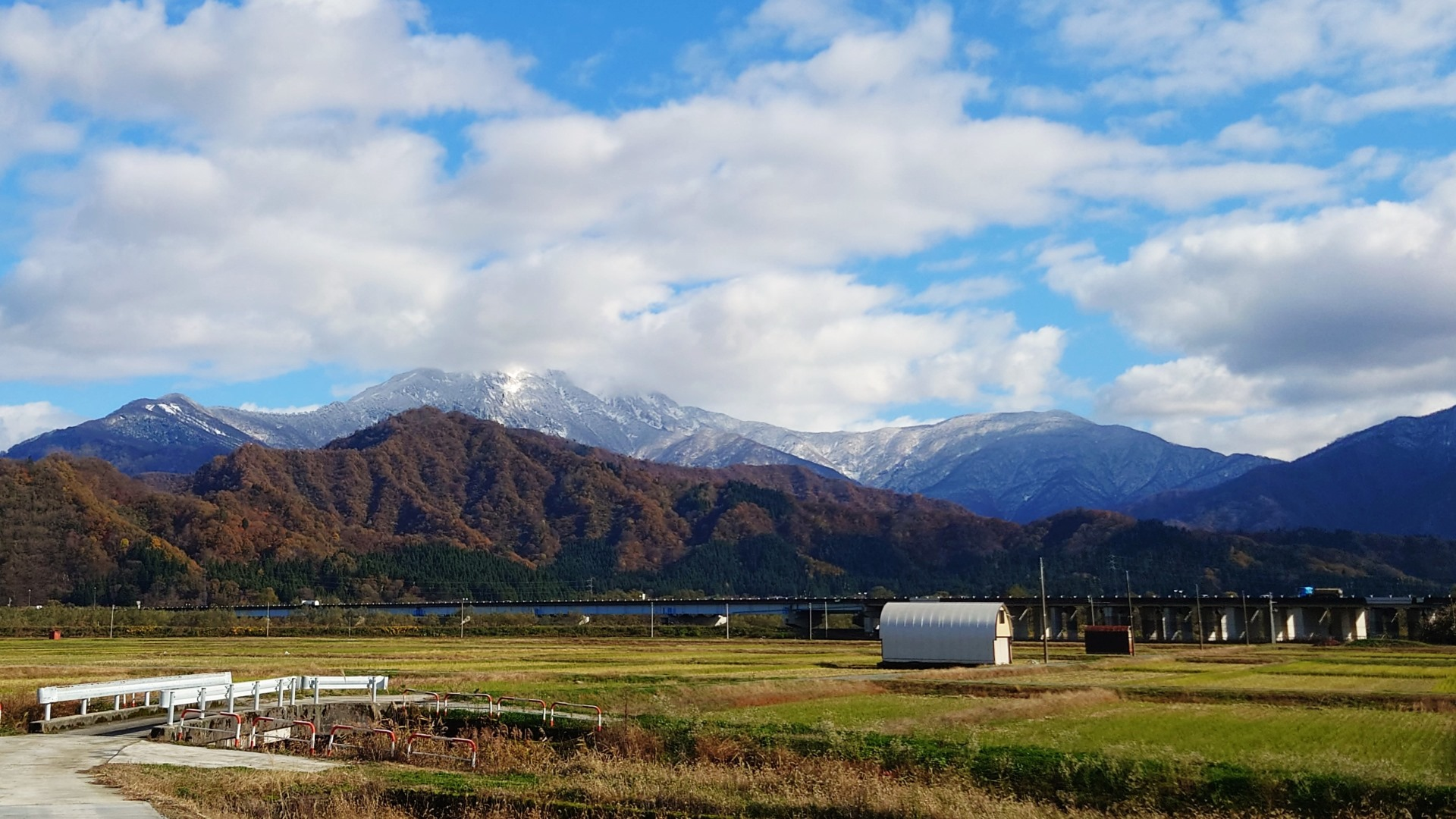
河口付近の高速八海橋。この付近で魚野川に合流する。

## 名称の由来
宇田沢川のうちのウダはアイヌ語で砂を意味するオタが変化しており、砂の多い沢の意味を持つ。

## 流域の自治体
新潟県
- 南魚沼市

## 主な歴史･災害
- 1510年（永正7年）- 長森原の戦い。撤退する関東管領上杉顕定を追撃した長尾為景、高梨政盛らが上杉顕定を討ち、顕定は自刃、長尾定明ら諸将も失い大敗した。顕定の墓が管領塚として伝わる。
- 1956年（昭和31年） - 広堀川上流部、六日町字山口地内において東邦亜鉛により南越鉱山城内第一通洞の掘削着手。昭和36年5月に完成し、昭和38年には第二通洞も完成、昭和41年(1966年)より200t/日の操業[4]。
- 1969年（昭和44年）8月11-12日 - 本州を前線が北上し、南魚沼市旧六日町地域を中心とする集中豪雨により決壊[5]。
- 1970年（昭和45年）3月6日 - 六日町字城内、孫平沢地内において表層雪崩が発生。南越鉱山鉱業所の建物に被害[6]。
- 1971年（昭和46年） - 南越鉱山閉山。
- 2011年（平成23年）7月28-30日 - 平成23年7月新潟・福島豪雨。5ヶ所、合計262mの堤防損壊が発生[7]。
- 2025年〈令和7年〉8月3日、小泉農水相魚沼産コシヒカリ産地でため池やダム視察[8][9][10][11][12][13]。